# Bovisio-Masciago
Bovisio-Masciago – miejscowość i gmina we Włoszech, w regionie Lombardia, w prowincji Monza i Brianza.
Według danych na rok 2004 gminę zamieszkiwały 13 174 osoby, 3293,5 os./km².